# Freeman Coliseum
Freeman Coliseum – hala sportowa i koncertowa mieszcząca się w San Antonio, funkcjonująca od 19 października 1949 roku.

## Historia
Freeman Coliseum było gospodarzem wielu imprez kulturalnych, takich jak koncerty, wystawiennictwa, sporty motorowe, cyrk, sport zawodowy w tym koszykówka, hokej na lodzie, boks oraz zapasy. Przez 52 lata odbywała się tu impreza San Antonio Stock Show & Rodeo, aż do momentu otwarcia w 2003 roku sąsiedniej AT&T Center, dawniej znanej jako SBC Center.
Arena może pomieścić 9500 publiczności na wydarzeniach związanych ze sportami motorowymi, rodeo, 9800 na meczach koszykówki, i 11 700 na koncertach, walkach bokserskich i zapasach. Wysokość sufitu wynosi 23 metry (77 stóp). Ponadto arena posiada 31 250 stóp kwadratowych (2903 m²) wewnętrznej przestrzeni, plus 129 500 stóp kwadratowych (12 030 m²) w czterech salach ekspozycyjnych sąsiadujących z liczącym 60 000 stóp kwadratowych (6000m²) Morris Center, 36 000 stóp kwadratowych (3300 m²) Exhibit Hall (1), 20 000 stóp kwadratowych (2000 m²) budynkiem Freeman oraz 13 500 stóp kwadratowych (1250 m²) Exhibit Hall (2).
Użytkownikami hali były również zespoły San Antonio Dragons (1996-1998) oraz San Antonio Iguanas (1994-2002), należącymi do International Hockey League oraz Central Hockey League. Ponadto budynek gościł kilka wydarzeń związanych z wrestlingiem, jak np. This Tuesday in Texas w 1991 oraz Survivor Series w 1994. Freeman Coliseum było największą halą widowiskową w San Antonio aż do 1968 roku, kiedy otwarta została HemisFair Arena.
Swoje koncerty dawało tu wielu artystów, między innymi: Elvis Presley, Johnny Cash, Ray Charles, The Rolling Stones, Aerosmith, Ted Nugnet, Judas Priest, Blue Öyster Cult, Kiss, Van Halen, The Beach Boys, Kenny Rogers, Motörhead, Mercyful Fate, Iron Maiden, Testament, Corrosion of Conformity, Ozzy Osbourne, Alice in Chains, Megadeth, Pantera, Budgie, Type O Negative, Queensrÿche, Korn, Mötley Crüe, Scorpions, Creed, Anthrax, Def Leppard, Marilyn Manson, Soulfly, Morbid Angel, Incubus, Meshuggah, The Doors, Foo Fighters, Linkin Park, Slipknot, Slayer, Seether, Bullet for My Valentine czy Trivium.